# Ludwig von Gall
Freiherr Ludwig Christian Philipp von Gall (* 9. Mai 1769; † 22. Juni 1815 in Wiesloch) war ein großherzoglich Hessen-Darmstädter Kammerherr und Generalmajor. 

## Herkunft
Sein Vater Wilhelm Rudolph von Gall (1734–1799) kommandierte als Oberst ein hessisches Regiment im Amerikanischen Unabhängigkeitskrieg. Seine Mutter war Juliane Albertine von Curti (1744–1799 o. 1800) aus der Familie der Curti di Gravedona in Groß-Umstadt.
Er ist der Onkel von Ferdinand von Gall (1807–1872). Sein Bruder Karl von Gall (1773–1861) war ein bedeutender Forstwissenschaftler und Begründer des Akademischen Forstgartens in Gießen.

## Leben
Ludwig von Gall nahm als Offizier des Rheinbundes an Napoleons Russlandfeldzug teil, von dem er 1812 mit den Resten der Grande Armée zurückkehrte. Nachdem sich Hessen-Darmstadt mit den übrigen Rheinbundstaaten der Allianz mit Frankreich losgesagt hatte, kommandierte er eine Brigade in der hessen-darmstädtischen Division unter dem Prinzen Emil von Hessen-Darmstadt beim 6. deutschen Bundeskorps und zeichnete sich beim Vorrücken gegen Napoleon bei Lyon und im Gefecht bei Belleville am 18. März 1814 aus. Er wurde daraufhin am 29. März 1814 als Ritter in den Maria-Theresia-Orden aufgenommen.
Er starb 1815 auf dem Weg nach Frankreich in Wiesloch infolge eines Unfalls.

## Familie
Ludwig von Gall heiratete Friederike von Müller (1784–1841), die Tochter von Johann Helfrich von Müller. Die Schriftstellerin Louise von Gall (1815–1855) ist seine Tochter.